# Abludomelita obtusata
De onechte honingvlokreeft (Abludomelita obtusata) is een vlokreeftje uit de familie Melitidae. De wetenschappelijke naam van de soort is voor het eerst geldig gepubliceerd in 1813 door George Montagu. A. obtusata komt onder meer voor in het Belgische en het Nederlandse deel van de Noordzee.

## Beschrijving
De onechte honingvlokreeft is een bruin gekleurde vlokreeft. Het heeft een slanke lichaamsvorm en groeit tot 9 mm in standaardlengte. De soort is bruinachtig van kleur en heeft geen rostrum. Als lid van de Amphipoda-orde is Abludomelita obtusata gonochorous en seksueel dimorf, waarbij de vrouwtjes groter zijn dan de mannetjes. Bovendien hebben mannetjes ook een duidelijk paar tweede klauwen. Een typische levensduur van Abludomelita obtusata is ongeveer een jaar.

## Verspreiding
Deze soort wordt in hoge concentraties gevonden in België (35%), het Verenigd Koninkrijk (32%) en Nederland (19%). Vóór 1994 was er geen duidelijk distributiepatroon voor Abludomelita obtusata. In de periode 1994-2001 werd Abludomelita obtusata echter waargenomen in de buurt van kustgebieden van de Noordzee en ook aan een oostelijke kustlijn van de Noordzee, maar minder vaak. Na 1994 zijn de verspreiding en dichtheid van de soort sterk toegenomen. Hij leeft in mariene sedimenten van elke korrelgrootte, maar met een voorkeur voor een slibgehalte van 10-40%, rond de kusten van de zuidelijke Noordzee.